# Krokus
I Krokus sono un gruppo hard & heavy nato nel 1974 a Soletta, nella parte tedesca della Svizzera.
Sono da molti considerati il maggior gruppo rock svizzero. La loro musica, composta da riff semplici e cori trascinanti, era fortemente ispirata a Scorpions, Judas Priest, Saxon ma soprattutto agli AC/DC. Vennero infatti spesso accusati di essere una band clone del gruppo australiano, a causa dei riff spesso molto simili e la voce incredibilmente simile a quella di Bon Scott. Scalarono le classifiche nella prima metà degli anni ottanta, rivolgendosi soprattutto al pubblico statunitense. Il disco di maggior successo fu Headhunter (1983).

## Storia

### Gli esordi
I Krokus si formarono nel 1974 come band rock sinfonico/rock progressivo sullo stile di Yes, Emerson, Lake & Palmer e Genesis. La prima formazione era composta da Chris Von Rohr voce e batteria, Tommy Kiefer chitarra, Remo Spadino basso, Hansi Droz chitarra. Il debutto venne registrato tra il novembre e il dicembre del 1975. L'omonimo Krokus dalle sonorità prog/hard rock vide la luce nel 1976 per la Shnautz Records, un'affiliata della Phonogram. Vedendo di non riscuotere molto successo cominciarono gradualmente a spostarsi verso l'heavy metal notando molti sbocchi grazie al boom del genere in crescita.
Nel 1977, hanno luogo diversi cambi di formazione, entrano Fernando Von Arb alla chitarra, Jurg Naegeli basso e tastiere e Freddy Steady alla batteria, tutti membri provenienti dai "Montezuma", un'altra band di Soletta. La nuova formazione sforna To You All (1977), già da questo lavoro, la band comincia a lasciarsi alle spalle l'impronta rock sinfonico/rock progressivo per dedicarsi ad un hard rock piuttosto diretto ed elementare rispetto al più complicato e raffinato rock progressivo.
Nel 1978 esce Painkiller, dalle sonorità leggermente più dure del predecessore. La band comincia a farsi conoscere anche al di fuori del confine svizzero, come nella vicina Germania e nel Regno Unito. Il disco viene stampato lo stesso anno anche negli Stati Uniti, ma con titolo e copertina differente, e viene intitolato Pay It in Metal.

### Il successo
Arriva il 1979, anno della svolta. Chris Von Rohr, fino a quel momento cantante, decide di spostarsi al basso per lasciare spazio al maltese di nascita Marc Storace, carismatico cantante dalle doti vocali notevoli, molto simili a quelle di Bon Scott, l'ancora per poco singer degli AC/DC, band riferimento per il gruppo stesso. Storace in precedenza militava in una band rock progressivo svizzera, i Tea, e successivamente in una NWOBHM band di Londra, gli "Eazy Money", gruppo che partecipò alla storica compilation dedicata alla NWOBHM chiamata Metal for Muthas. Naegeli, lascia il posto del basso a Von Rohr, ma collabora con la band in veste di songwriter, produttore ed eventuale tastierista. La formazione con Storace pubblica Metal Rendez-vous (1980), album che ottiene molto successo, vendendo oltre 150 000 copie nella sola Svizzera. È il primo grande lavoro della band che li proietta nella lista dei più rilevanti gruppi della scena heavy metal europea, facendosi notare in Gran Bretagna e negli Stati Uniti.
La band infatti cominciò a farsi notare partecipando ad una serie di concerti in Inghilterra come supporto a note band NWOBHM come le Girlschool, More e Angel Witch, inclusi diversi festival, per la promozione dell'album Metal-Rendez Vous in Inghilterra durante l'estate del 1980. Nella stessa estate, parteciparono ad un tour statunitense da spalla a Sammy Hagar, AC/DC e Cheap Trick. Dopo la morte di Bon Scott nel 1980, gli AC/DC proposero a Storace di entrare a far parte della band. Nonostante la tentazione fosse stata grande, egli preferì continuare il progetto Krokus.
La continua crescita di popolarità li porta a incidere Hardware (1981), che si presenta come continuo del precedente. Le sonorità appaiono spesso spudoratamente ispirate allo stile tipico AC/DC, e arriva il momento in cui vengono accusati dalla stampa di essere una semplice band clone degli AC/DC priva di originalità. Le accuse si ripeteranno anche in futuro nei confronti di altri album. Nonostante le dure critiche però, lo stile dei Krokus riesce a conquistare i più, ottenendo il disco d'oro. Questo sarà l'ultimo album con il chitarrista Tommy Kiefer, che lascerà la band e morirà suicida il 24 dicembre 1986. Verrà sostituito da Mark Kohler.
La loro ascesa al successo planetario, ebbe inizio col disco One Vice at a Time (1982), anch'esso particolarmente ispirato allo stile dei fratelli Young, e nonostante le continue critiche otterrà in ogni caso il meritato successo, ottenendo la bellezza di tre dischi d'oro. La band comincia a rivolgersi sempre più al pubblico americano, anche a causa della nuova produzione di bandiera statunitense. Il disco presenta la reinterpretazione "American Woman" dei The Guess Who. Nel 1982 partecipano ad un tour nel nord America da spalla a Rainbow, Motörhead, Rush e Cheap Trick.
Segue Headhunter (1983), considerato il loro miglior disco di sempre, che varia la formula orientandosi sullo stile di Judas Priest, Saxon, ma come al solito non manca la buona vecchia presenza di riff "AC/DC oriented". Grazie al produttore del disco Tom Allom, già produttore dei Judas Priest con cui aveva contatti, Rob Halford partecipò alla registrazione della traccia "Ready To Burn" in qualità di cantante assieme a Storace. Ottenne infatti due dischi di platino e un disco d'oro. Da questo disco subentra Steve Pace alla batteria al posto di Freddy Steady.
I live continuano in Europa, al Rockplast Metal Festival del 1983 a Dortmund, Germania, al fianco di Quiet Riot, Def Leppard, Ozzy Osbourne, e M.S.G.. Nello stesso anno parteciparono a diversi tour negli Stati Uniti da spalla ai Def Leppard, nel loro "Pyromania Tour", ma vennero cacciati a causa du una lite tra Joe Elliott e Marc Storace. Completarono il tour con i Judas Priest.
Dopo questo lavoro, la band è totalmente immersa nella scena heavy metal americana, e viene portata a spostare le sonorità su strade hair metal. Il bassista Chris Von Rohr decise di abbandonare il gruppo probabilmente a causa dei nuovi indirizzamenti musicali della band, e venne sostituito da Mark Kohler. Ma subentrò anche il nuovo batterista Jeff Klaven.
Ed ecco la svolta orientata su uno stile statunitense: "The Blitz" (1984). Il disco presenta sonorità più orecchiabili ed elementi riconducibili all'hair metal americano con influenze AOR. Casualmente proprio a proposito del AOR, Jimi Jamison, ex cantante dei Survivor, partecipò come corista, mentre Bryan Adams contribuì alla composizione del brano "Boys Nite Out". Il risultato fu un disco d'oro negli Stati Uniti, mentre il versante europeo non fu soddisfatto del lavoro svolto. Steve Pace abbandona la batteria rimpiazzato da Jeff Klaven. Il periodo di grande successo sembra terminare qui, nel periodo d'oro la band vendette oltre 10 milioni di copie solo negli Stati Uniti. Durante il "The Blitz tour", si unirà alla band il bassista Tommy Keiser a sostituzione di Mark Kohler, che invece passerà alla seconda chitarra.
Seguirono così numerosi tour negli Stati Uniti con artisti come Keel e Zeno, ma terminarono presto a causa dell'infortunio i Kohler alla gamba. Più tardi completarono il tour da spalla ai Rough Cutt e Accept. La band continuò i tour statunitensi anche l'anno successivo, come ospiti al "Texxas Jam festival" con i Van Halen.

### Il declino
Col disco Change of Address (1986), la band subì un forte declino. Verso la metà degli anni ottanta, dato il notevole successo di artisti come Bon Jovi e Def Leppard, dalle sonorità molto melodiche, molti gruppi ne seguirono lo stile. La casa discografica impose così alla band di seguire la scia di questi ultimi, abbandonando le sonorità che li aveva portati al successo. Il risultato fu un disco mediocre, composto da ballate di stampo pop, a cui il titolo dell'album si addiceva parecchio. Il disco fu un disastro commerciale, la band declinò soprattutto in Europa, nonostante il singolo School's Out (cover di Alice Cooper) raggiunse negli Stati Uniti una posizione mai guadagnata. Venne da molti definito come uno tra gli album peggiori della band.
Fallito il progetto negli Stati Uniti, i Krokus tornano in Svizzera nella speranza di recuperare almeno il pubblico Europeo, che nel frattempo li aveva dimenticati. Una volta abbandonati Klaven e Kaiser, la band punta sul batterista italo-svizzero Dani Crivelli e sul ritrovato Chris Von Rohr che nel frattempo aveva dato alle stampe, in qualità di solista, un full length titolato Hammer and Tongue (1987), ma che si riunirà al gruppo proprio nel 1987. L'Arista precede questi eventi mettendo sul mercato un live album senza il consenso della band, intitolato Alive and Screamin' (1986), in cui non è assolutamente trasposta l'energia che caratterizza le solite esibizioni live dei Krokus, la scaletta inoltre non risulta all'altezza, poiché vede l'assenza di classici quali Heatstrokes o Rock City. Nemmeno l'inedita e mediocre "Lay Me Down" può essere considerata motivo di interesse per questo capitolo non autorizzato del quale lo stesso Von Arb ha sconsigliato, in diverse interviste, l'acquisto. Tutto ciò li porterà a lasciare la loro etichetta, la Arista.
Nel 1988 tornano con Heart Attack, definito dalla band come "l'ultimo tentativo di tenere insieme il gruppo minacciato da una profonda crisi". È il primo album per la MCA Records. Questo album si rivela in ogni caso migliore del precedente e vi cercano di indurire le sonorità rifacendosi al "Headhunter" che li aveva resi famosi. Tuttavia l'album non venne particolarmente considerato, anche se presenta un tentativo di riconquistare il vecchio pubblico. Partecipano a tour in Inghilterra tra cui un concerto a Hammersmith di apertura a Ted Nugent. Seguiranno poi altri tour negli Stati Uniti. Storace abbandonerà la band verso la fine dello stesso anno, lo seguiranno anche Kohler, Crivelli. I superstiti Von Arb e Von Rohr si organizzano ed allestiscono una nuova formazione, ma alla fine lo stesso Von Rohr sfiduciato deciderà di lasciare perdere e di abbandonare la scena. Tornerà solamente nel 1992 con un, tutto sommato discreto, full-length solista di stampo blues, titolato "The Good The Bad And The Dog". In seguito sarà il produttore dei primi lavori dei Gotthard. La band ormai allo sbando decide di sciogliersi nel 1988.
Nel 1989, Fernando Von Arb assieme all'ex bassista e tastierista dei Krokus Jürg Naegeli, formò i The Heavy's. I due musicisti erano accreditati con nomi d'arte. Von Arb con lo pseudonimo di Ben Branov, e Naegeli come Walter Hammer. Alla voce entrò Peter Tanner con lo pseudonimo di Mark B-Lay (che poco dopo entrerà nei Krokus per rimpiazzare Storace), e Von Rohr al basso come Rob Weiss. I The Heavys erano di fatto una cover band che pubblicò due album composti da cover di artisti storici come Krokus, Judas Priest, AC/DC, Scorpions, Kiss, Bon Jovi, Aerosmith, Guns N'Roses, Def Leppard e molti altri. Pubblicarono Metal Marathon nel 1989 (Ariola) e More Metal Marathon nel 1992 (Ariola) reperibili però solo in Europa.

### Anni novanta, la rinascita
Nel 1990 Von arb decide di rimettere in piedi i Krokus pur senza la presenza di Storace. La formazione vede un quasi totale cambiamento; Peter Tanner, già reduce dall'esperienza con Von Arb nei The Heavy's, subentra al posto di Storace, e l'unico membro della precedente formazione rimane Fernando Von Arb che in questo disco suona il basso e la chitarra acustica. Subentrano così anche Tony Castell alla chitarra ritmica, Manny Maurer alla chitarra solista e Peter "Rabbit" Haas alla batteria. In questo anno viene così pubblicato "Stampede". Oltre alla formazione quindi cambia anche lo stile. La voce di Tanner, al contrario di quella di Storace, è più orientata sullo stile di Brian Johnson, e in alcuni casi a quella di Udo Dirkschneider (Ex. Accept). Lo stile viene accomunato agli AC/DC più recenti, quelli di Brian Johnson. Viene descritto come tra gli album interessanti della band, ed in pratica non è proprio da considerarsi un album dei Krokus. Jurg Naegeli, ex bassista della band, è alla produzione del disco.
Nel frattempo viene diagnosticato un cancro a Von Arb, che fortunatamente riuscirà a sconfiggere. Nel 1994, dopo essere completamente guarito, Von Arb richiama tutti i membri storici:
La mancanza di Storace lascia un vuoto incolmabile, tornerà infatti nel 1994 per le registrazione del disco successivo. Non fu l'unico membro a ritornare nella formazione. Rientra infatti anche Mark Kohler alla chitarra, che non si presentava dal 1990, e il vecchio batterista Freddy Steady, che mancava dal 1983, reduce da un'esperienza con la band di Gianna Nannini. Il risultato fu "To Rock or Not to Be", edito nel 1995. L'album si rivelò un vero successo tanto da guadagnare il disco d'oro. L'album si rifaceva alle vecchie sonorità che li portarono al successo. Il ritorno di Storace ed alcuni altri vecchi membri, e la ripresa delle vecchie sonorità, rese l'album molto popolare. Si rivelerà probabilmente come il miglior album del decennio. Venne prodotto da Manny Maurer, Fernando Von Arb e Juerg Naegeli.
Nel 1999, la formazione viene sconvolta nuovamente. Storace viene sostituito dal britannico Carl Sentance, ex membro dei britannici Persian Risk, band nella quale militava anche il futuro chitarrista dei Motörhead Phil Campbell. Senteance aveva anche partecipato ad un tour come cantante dei Tokyo Blade nel 1986. Il resto della band era composto da Fernando Von Arb e Chris Lauper alla chitarra, Many Maurer al basso e Peter Haas alla batteria (che aveva già suonato in "Stampede"). Viene così realizzato "Round 13" nel '99, che presenta un cambio di stile, soprattutto vocale, che non viene molto apprezzato dai fans della vecchia guardia, tuttavia non risulta un disco da buttare. Finiscono così gli anni 90, un periodo non molto roseo per il gruppo, rispetto al glorioso decennio precedente.

### Anni 2000
Negli anni 2000, la band sembra ritrovare la motivazione e far nuovamente parlare di sé, ritornando a incarnare lo stile che li portò alla ribalta nella prima metà degli Ottanta.
Nel 2000 Storace torna in scena e fonda una band in pieno stile AC/DC, i "DC World". La formazione vedeva Marc Storace alla voce, con la partecipazione di Peter Tanner come cantante in alcune tracce, Dominique Favez chitarra, J.J. Bozzy chitarra, Tony Castell basso, Pat Holzhey batteria. Pubblicarono un album tributo agli AC/DC, "A Tribute to Bon Scott & AC/DC" (2000).
Nel 2001 i Krokus di Storace con Tony Castell al basso, Dave Stettler alla chitarra e Marcel Kopp alla batteria, iniziarono qualche tour. Nel 2002, dopo aver annunciato il loro ritorno, organizzano un tour nella West Coast degli Stati Uniti e iniziano la registrazione del successivo album.
Nel 2003 i Krokus ritornano quindi con "Rock the Block" che vede il ritorno di Von Arb alla chitarra. Per il resto notiamo un non insolito cambio di lineup, con Tony Castell al basso, Dominique Favez alla chitarra ritmica (entrambi derivanti dall'esperienza con Storace nei DC World), e Patrick Aeby alla batteria. L'album, edito per la WEA International, sembra ottenere subito molti consensi. Vincerà infatti il disco di platino e otterrà il primo posto nelle classifiche svizzere. Venne prodotto da Von Arb, Favez, Aeby e Storace.
Il 2004 vede la pubblicazione di Fire and Gasoline: Live!, un live composto da 20 brani divisi in due cd, registrati durante il "Rock The Block Tour" in diverse località: al Swedenrock Festival in Svezia, Zurigo, Herisau e Soletta. La versione europea dell'album comprende anche un bonus DVD. Come da tradizione, il disco scalerà le classifiche svizzere e sarà il migliore e più completo live album della band mai registrato.
Nel 2005, lo storico chitarrista Von Arb, il membro più duraturo della band, in attività dal 1977, lascia la band e verrà sostituito da Mandy Meyer, e anche il precedente batterista Patrick Aeby lascerà il posto a Stefan Schwarzmann, uscente dai tedeschi Helloween.
Dopo il grande successo di Rock the block, i Krokus, che ormai della vecchia formazione conservano solo il singer Marc Storace, incidono un nuovo disco, che verrà considerato come tra i migliori della loro carriera. Esce infatti il 15 settembre 2006, "Hellraiser" per la AFM Records, che inoltre celebra i 30 anni di carriera dal debut. Nonostante la mancanza di Von Arb, rimane la presenza dei classici riff alla AC/DC vecchio stampo.

### Anni Dieci
Il 2008 è l'anno della reunion: a Marc Storace si aggiungono nella formazione i chitarristi Fernando Von Arb e Mark Kohler, il bassista Chris Von Rohr e il batterista Freddy Steady (che uscirà però di nuovo nel 2011).
Il 17 gennaio 2010, i Krokus annunciano la pubblicazione del loro nuovo album, che prenderà il titolo di Hoodoo, e sarà realizzato il 26 febbraio.
Nel 2011 la reunion subisce alcune modifiche: alla batteria arriva momentaneamente Kosta Zafiriou in sostituzione dell'uscente Freddy Steady. Un anno dopo torna in formazione anche Mandy Meyer e per la prima volta i Krokus si troveranno ad annoverare nella propria formazione tre chitarristi di altissimo livello. Con questa line up uscirà nel 2013 l'album "Dirty Dynamite".
L'assoluto livello delle prestazioni dal vivo della band svizzera viene catturato da un album live pubblicato nel 2014 dal titolo "Long Stick Goes Boom: Live From Da House Of Rust" in cui è possibile inoltre ascoltare la prestazione del nuovo batterista Flavio Mezzodi, entrato nella formazione nel corso del 2013.
Nel 2017 i Krokus danno alla stampa un album di cover: "Big Rocks".
Seguirà un tour nel corso dello stesso anno, con diverse date svizzere che vedranno i Krokus condividere il palco per la prima volta nella storia con i Gotthard in diverse occasioni, durante le quali le due band suoneranno anche un paio di brani assieme nel bis del gruppo ticinese, in tour per il loro 25º anniversario.
Nel 2018 arriva l'annuncio dell'addio alla scena musicale dei Krokus. Adios Amigos sarà l'ultimo tour del gruppo elvetico che partirà nella primavera del 2019 e si concluderà il 7 dicembre dello stesso anno con l'ultimissimo concerto all'Hallenstadion di Zurigo.
Dopo la pandemia i Krokus annunciano il ritorno sulla scena, concentrandosi prevalentemente sull'attività concertistica, con una data all'Hallenstadion di Zurigo nel maggio 2023 (preceduta da un paio di warm up shows in Germania nei giorni precedenti).

## Formazione

### Formazione attuale
- Marc Storace - voce (1979-88, 1994-99, 2002-oggi)
- Mandy Meyer - chitarra (1981, 2004-08, 2012-oggi)
- Fernando Von Arb - chitarra, basso, tastiere (1977-2004, 2008-oggi)
- Mark Kohler - chitarra (1982-88, 1995-99, 2008-oggi)
- Chris Von Rohr - basso, voce, batteria, tastiere (1974-83, 1987-89, 2008-oggi)
- Flavio Mezzodi - batteria (2013-oggi)

### Ex componenti
- Peter Richard - voce (1974-1975)
- Remo Spadino - basso (1974-77) (R.I.P.)
- Hansi Droz - chitarra (1974-77) (R.I.P.)
- Jurg Naegeli - basso, tastiere (1977-79, 1989-98)
- Tommy Kiefer - chitarra, voce (1974-81) (R.I.P.)
- Freedy Steady - batteria (1977-83, 1994-96, 2008-11)
- Henry Friez - voce (1979)
- Dominique Favez - chitarra (2003-2008, turnista 2014-2015)
- Steve Pace - batteria (1983-84)
- Andy Tanas - basso (1983-85)
- Doug Johnson - tastiere (1983-85)
- Jeff Klaven - batteria (1984-87)
- Paul Fox - tastiere (1985)
- Tommy Keiser - basso (1985-88)
- Jai Winding - tastiere (1985-87)
- Dani Crivelli - batteria (1987-90) (R.I.P.)
- Bjorn Lodin - voce (1988)
- Many Maurer - chitarra, basso (1988-2000)
- Peter McTanner - voce (1988-94)
- Peter Haas - batteria (1988-94, 1999-2001)
- Tony Castell - basso, chitarra (1988-94, 2000-08)
- Cliff Rodgers - batteria (1997-99)
- Carl Sentence - voce (1999-2002)
- Chris Lauper - chitarra (1999-2000)
- Dave Stettler - chitarra (2000-03)
- Patrick Aeby - batteria (2001-04)
- Stefan Schwarzmann - batteria (2004-08)
- Dennis Ward - basso (2004-08)
- Kosta Zafiriou - batteria (2011-13)

## Discografia

### Album in studio
- 1976 - Krokus
- 1977 - To You All
- 1978 - Painkiller/Pay It in Metal
- 1980 - Metal Rendez-vous
- 1981 - Hardware
- 1982 - One Vice at a Time
- 1983 - Headhunter
- 1984 - The Blitz
- 1986 - Change of Address
- 1988 - Heart Attack
- 1990 - Stampede
- 1995 - To Rock or Not to Be
- 1999 - Round 13
- 2003 - Rock the Block
- 2006 - Hellraiser
- 2010 - Hoodoo
- 2013 - Dirty Dynamite
- 2017 - Big Rocks

### Live
- 1986 - Alive and Screamin'
- 2004 - Fire and Gasoline: Live!
- 2014 - Long Stick Goes Boom: Live From Da House of Rust
- 2021 - Adios Amigos Live @ Wacken

### Raccolte
- 1980 - Early Days '75-'78
- 1989 - Stayed Awake All Night
- 1993 - The Dirty Dozen
- 1999 - Stampede/To Rock or Not to Be
- 2000 - The Definitive Collection
- 2000 - The Collection
- 2000 - Best Of Krokus
- 2002 - Headhunter Blitz
- 2003 - Long Stick Goes Boom: The Anthology
- 2005 - Metal Rendez-Vous/Hardware

### Singoli & EP
- Highway Song (1977)
- Susie (1978)
- Tokyo Nights (1980)
- Heatstrokes (1980)
- Bedside Radio (1980)
- Winning Man (1981)
- Rock City (1981)
- Smelly Nelly (1981)
- Industrial Streng EP (1981)
- American Woman (1982)
- Save Me (1982)
- Bad Boys Rag Dolls (1982)
- Stayed Awake All Night (1983)
- Screaming In The Night (1983)
- Midnite Maniac (1984)
- Ballroom Blitz (1984)
- Our Love (1984)
- School's Out (1986)
- Say Goodbye (1986)
- Screaming In The Night (Live) (1987)
- Let This Love Begin (1987)
- Let It Go (1988)
- Wild Love (1988)
- You Ain't Seen Nothin' Yet (1994)
- I Want It All (2003)

## Videografia
- The Video Blitz (VHS) (1985)
- Fire and Gasoline: Live! (DVD incluso nel live CD) (2004)
- As Long As We Live (DVD) (2004)